# سروایور سریز (۲۰۱۸)
سروایور سریز (۲۰۱۸) (به انگلیسی: Survivor Series) یک رویداد غیر رایگان (Pay-Per-View) در کشتی حرفه‌ای می‌باشد که توسط کمپانی دبلیودبلیوئی برای هردو برَند راو و اسمک‌دَون تهیه می‌شود و این دوره اش هم در ۱۸ نوامبر ۲۰۱۸ در مجموعه ورزشی استیپلز سنتر شهر لس آنجلس ایالت کالیفرنیا برگزار شد. این سی و دومین دوره از سروایور سریز بود.

## زمینه‌سازی
سروایور سریز شامل مسابقاتی بین دشمنی‌های موجود، ماجراهای پیش آمده و استوری‌هایی خواهد بود که پیش از این در برنامه‌های راو یا اسمک داون پخش شده بود. کشتی‌گیرها با توجه به مسابقات یا سری اتفاقاتی که برایشان رخ می‌دهد و تنش را به حد اکثر می‌رساند، نقش منفی یا قهرمان به خود می‌گیرند.
در آخرین اسمک داون پیش از سروایور سریز، دنیل براین و ای‌جی استایلز با هم درگیر شدند و منجر به انجام مسابقه بر سر کمربند wwe در همان شب شد. براین در آن مسابقه موفق شد با شکست استایلز ضمن قهرمانی، جایگزین وی در برابر لزنر در مسابقهٔ قهرمان مقابل قهرمان شود. نکته غیرمنتظره تر، حالت‌ها و حملهٔ براین به استایلز بعد از مسابقه و تبدیل شدن وی به چهرهٔ هیل بود. این اولین باری بود که لزنر و براین مقابل هم قرار گرفتند.
بکی لینچ و تیم زنان اسمک‌داون در راو قبل از سروایور سریز به راندا روزی و تیم راو حمله کردند و طی آن، نایا جکس ضربه‌ای به صورت لینچ زد و باعث مصدومیت بکی لینچ شد. در همین راستا بکی دوست سابق و دشمن حاضر خود یعنی شارلوت فلر را جایگزین خود کرد و شارلوت هم با گفتن جملهٔ «دیشب کنار بکی مبارزه می‌کردم و الان برای بکی مبارزه می‌کنم» آن را قبول کرد.

## نتایج
| # | مسابقه | نوع مسابقه                                              | مدت زمان |
| --- | --- | ------------------------------------------------------- | -------- |
| ۱پ | تیم اسمک‌داون (د اوسوس (جیمی و جِی اوسو)، د نو دی(بیگ ای و زیویر وودز)سَنیتی (اریک یانگ و کیلین دین)، لوک گالوز گالوز و اندرسون کارل اندرسون و د کُلُنز (اپیکو کلن و پریمو کلن)) (با همراهی کوفی کینگستون و الکساندر ولف) پیروز مقابل تیم راو (بابی رود و چاد گیبل، د ریوایوال (دش وایلدر و اسکات داوسن)، د بی-تیم (بو دالاس و کورتیس اکسل)، لوچا هَوس پارتی (لینس دورادو، کالیستو/گرَن متالیک)) و د اَسنشن (کانِر و ویکتور)) | مسابقه تگ تیم نابودی ۱۰ به ۱۰ سروایور سریز              | ۲۲:۲۰    |
| ۲ | تیم راو (میکی جیمز، نایا جکس، تَمینا، بِیلی و ساشا بنکس) (با همراهی الکسا بلیس) پیروز مقابل تیم اسمک‌داون (نِیومی، کارمِلا، سونیا دِویل، آسکا و مندی رز)2 | مسابقه سنتی تگ تیم نابودی ۵ به ۵ سروایور سریز           | ۱۸:۵۰    |
| ۳ | سث رالینز (قهرمان کمربند بین قاره‌ای)پیروز مقابل شینسکه ناکامورا (قهرمان کمربند ایالات متحده) | مسابقه قهرمان مقابل قهرمان                              | ۲۱:۵۰    |
| ۴ | اِی‌اُپی (آکام و رِیزار) (قهرمانان تگ تیم راو) (با همراهی دریک ماوِریک) پیروز مقابل د بار (سِزارو و شیمس) (قهرمانان تگ تیم اسمک‌داون) (با همراهی بیگ شو) | مسابقه تگ تیم قهرمانان مقابل قهرمانان                   | ۹:۰۰     |
| ۵ | بادی مورفی (c) پیروز مقابل مصطفی علی | مسابقه تک نفره برای قهرمانی کمربند میان‌وزن دبلیودبلیوئی | ۱۲:۲۰    |
| ۶ | تیم راو (دالف زیگلر، درو مک‌اینتایر، براون استرومن، فین بَلر و بابی لشلی) (با همراهی بارون کوربین و لیو راش)پیروز مقابل تیم اسمک‌داون (د میز، شین مک‌ماهون، ری میستریو، ساموآ جو و جف هاردی) | مسابقه سنتی تگ تیم نابودی ۵ به ۵ سروایور سریز           | ۲۴:۰۰    |
| ۷ | راندا رَوزی (قهرمان کمربند زنان راو) پیروز مقابل شارلوت فلر (جایگزین بکی لینچ قهرمان کمربند زنان اسمک‌داون)(با سلب صلاحیت) | مسابقه تک نفره                                          | ۱۴:۴۰    |
| ۸ | براک لزنر (قهرمان کمربند یونیورسال دبلیودبلیوئی) پیروز مقابل دنیل براین (قهرمان کمربند دبلیودبلیوئی) | مسابقه قهرمان مقابل قهرمان                              | ۱۸:۵۰    |
| - (c) – نشان‌دهنده قهرمان(هایی) است که به میدان می‌روند - پ – نشان‌دهنده این است که مسابقه در پری–شو - *مسابقات برگزار خواهد شد | |                                                         |          |

### مسابقات نابودی سروایور سریز
^ 
| ترتیب حذف شدگان | کشتی‌گیر                                 | تیم                                     | توسط                                    | نوع حرکت                                        | زمان                                    |
| --------------- | --------------------------------------- | --------------------------------------- | --------------------------------------- | ----------------------------------------------- | --------------------------------------- |
| ۱               | The Colóns                              | اسمک‌داون                                | Dash Wilder                             | Shatter Machine on Primo Colón                  | –                                       |
| ۲               | The B-Team                              | راو                                     | Karl Anderson                           | Schoolboy on Bo Dallas                          | ۵:۱۵                                    |
| ۳               | Sanity                                  | اسمک‌داون                                | Bobby Roode                             | Neckbreaker/Moonsault combination on Eric Young | ۶:۴۵                                    |
| ۴               | The Ascension                           | راو                                     | Big E                                   | Assisted splash on Viktor                       | ۹:۰۰                                    |
| ۵               | Luke Gallows and Karl Anderson          | اسمک‌داون                                | Gran Metalik                            | Springboard Swanton on Karl Anderson            | ۱۱:۰۵                                   |
| ۶               | Lucha House Party                       | راو                                     | Jey Uso                                 | Alley Uce on Lince Dorado                       | –                                       |
| ۷               | Bobby Roode and Chad Gable              | راو                                     | Big E                                   | UpUpDownDown on Chad Gable                      | –                                       |
| ۸               | The New Day                             | اسمک‌داون                                | Dash Wilder                             | Shatter Machine on Xavier Woods                 | –                                       |
| ۹               | The Revival                             | راو                                     | Jimmy Uso                               | Uso Splash on Scott Dawson                      | ۲۲:۲۰                                   |
| باقی‌مانده(ها):  | تیم اسمک‌داون (د اوسوس (جیمی و جی اوسو)) | تیم اسمک‌داون (د اوسوس (جیمی و جی اوسو)) | تیم اسمک‌داون (د اوسوس (جیمی و جی اوسو)) | تیم اسمک‌داون (د اوسوس (جیمی و جی اوسو))         | تیم اسمک‌داون (د اوسوس (جیمی و جی اوسو)) |

^ 
| ترتیب حذف شدگان | کشتی‌گیر            | تیم                | توسط               | نوع حرکت                      | زمان               |
| --------------- | ------------------ | ------------------ | ------------------ | ----------------------------- | ------------------ |
| ۱               | Naomi              | اسمک‌داون           | Sasha Banks        | bank statement                | ۱:۲۰               |
| ۲               | Tamina             | راو                | Carmella           | Schoolgirl                    | ۱:۳۱               |
| ۳               | Mickie James       | راو                | Mandy Rose         | Sliding knee by Sonya Deville | ۶:۵۰               |
| ۴               | Carmella           | اسمک‌داون           | Bayley             | Bayley to Belly               | ۸:۲۰               |
| ۵               | Mandy Rose         | اسمک‌داون           | Sasha Banks        | Bank Statement                | ۹:۵۵               |
| ۶               | Bayley             | راو                | N/A                | Double countout               | ۱۴:۴۵              |
| ۶               | Sonya Deville      | اسمک‌داون           | N/A                | Double countout               | ۱۴:۴۵              |
| ۸               | Sasha Banks        | راو                | Asuka              | Asuka Lock                    | ۱۸:۴۵              |
| ۹               | Asuka              | اسمک‌داون           | Nia Jax            | Samoan Drop                   | ۱۸:۵۰              |
| باقی‌مانده(ها):  | تیم راو (نایا جکس) | تیم راو (نایا جکس) | تیم راو (نایا جکس) | تیم راو (نایا جکس)            | تیم راو (نایا جکس) |

^ 
| ترتیب حذف شدگان | کشتی‌گیر                                            | تیم                                                | توسط                                               | نوع حرکت                                           | زمان                                               |
| --------------- | -------------------------------------------------- | -------------------------------------------------- | -------------------------------------------------- | -------------------------------------------------- | -------------------------------------------------- |
| ۱               | Samoa Joe                                          | اسمک‌داون                                           | Drew McIntyre                                      | Claymore Kick                                      | ۰:۳۵                                               |
| ۲               | Finn Bálor                                         | راو                                                | Rey Mysterio                                       | 619 followed by a springboard Frog Splash          | ۱۲:۱۰                                              |
| ۳               | Dolph Ziggler                                      | راو                                                | Shane McMahon                                      | Coast to Coast                                     | ۱۸:۱۰                                              |
| ۴               | Jeff Hardy                                         | اسمک‌داون                                           | Braun Strowman                                     | Powerslam                                          | ۲۰:۴۵                                              |
| ۵               | Rey Mysterio                                       | اسمک‌داون                                           | Braun Strowman                                     | Powerslam                                          | ۲۱:۱۰                                              |
| ۶               | The Miz                                            | اسمک‌داون                                           | Braun Strowman                                     | Powerslam                                          | ۲۲:۲۵                                              |
| ۷               | Shane McMahon                                      | اسمک‌داون                                           | Braun Strowman                                     | Running powerslam                                  | ۲۴:۰۰                                              |
| باقی‌مانده(ها):  | تیم راو (براون استرومن، درو مک‌اینتایر و بابی لشلی) | تیم راو (براون استرومن، درو مک‌اینتایر و بابی لشلی) | تیم راو (براون استرومن، درو مک‌اینتایر و بابی لشلی) | تیم راو (براون استرومن، درو مک‌اینتایر و بابی لشلی) | تیم راو (براون استرومن، درو مک‌اینتایر و بابی لشلی) |

## موضوعات مرتبط
- فهرست قهرمانان کنونی دبلیودبلیوئی